# Regelschutzfrist
Als Regelschutzfrist wird im Urheberrecht die übliche Schutzdauer urheberrechtlich geschützter Werke bezeichnet. In jedem nationalen Urheberrecht gibt es verschiedene Schutzfristen, aber nur eine Regelschutzfrist.
Diese bezieht sich auf diejenigen Leistungen mit Werkqualität, die somit persönliche geistige Schöpfungen sind. Für Leistungsschutzrechte (wie den Schutz einfacher Lichtbilder oder einfacher Datenbanken) bestehen Sonderregelungen mit kürzeren Schutzfristen. Ebenfalls gesondert geregelt werden die Schutzfristen für anonyme und pseudonyme Werke.
Die Regelschutzfrist beträgt in der Europäischen Union und der Schweiz 70 Jahre, beginnend mit dem Ablauf des Todesjahres des Urhebers (post mortem auctoris, abgekürzt p. m. a.).
Die Gemeinfreiheit beginnt demnach mit dem 1. Januar, der auf den 70. Todestag des Urhebers folgt (Beispiel: das Todesdatum eines Malers 15. Mai 1941 hat im Urheberrecht zur Folge, dass seine Werke ab 1. Januar 2012 gemeinfrei sind). Siehe dazu § 69 UrhG (ehemals § 34 LUG, § 29 KUG), Art. 7 Abs. 5 RBÜ, Art. 8 EU-Schutzdauerrichtlinie.

## Internationale Abkommen
Das wichtigste Abkommen, die Revidierte Berner Übereinkunft, verpflichtet die Mitgliedsstaaten seit der Revision von Rom (unterzeichnet am 2. Juni 1928) auf eine Mindestschutzfrist von 50 Jahren p. m. a.

## Internationaler Überblick

Überblick über die Regelschutzfristen

Die 70-Jahre-Frist nach dem Tode des Urhebers gilt in führenden Industriestaaten, insbesondere in den USA, Russland und Australien. Allerdings gibt es sehr viele Staaten (wie z. B. Kanada, China und Japan, ausgenommen Filme, da ebenfalls 70 Jahre), die nach wie vor die 50 Jahre nach dem Tod des Autors als Schutzfrist haben. Die weltweit längste Schutzfrist gilt in Mexiko, sie beträgt dort 100 Jahre nach dem Tod des Autors.

## Deutscher Rechtskreis

### Geschichte der deutschen Regelschutzfrist

Diagramm

Im Literatur-Urheberrechtsgesetz (LUG) von 1870 und 1901 sowie im KUG von 1876 und 1907 betrug die Schutzfrist 30 Jahre nach dem Tod des Autors [post mortem auctoris, p. m. a.]. Sie wurde 1934 auf 50 Jahre p. m. a. und 1965 auf 70 Jahre p. m. a. heraufgesetzt (§ 64 UrhG).
Um rechtlich geschützt zu sein, musste der Satz „Alle Rechte vorbehalten“ (englisch: All rights reserved), ein aus dem anglo-amerikanischen Urheberrechtssystem (Copyright) stammender Satz dem Werk beigefügt werden. Das heutige Urheberrecht verlangt in den meisten Ländern, so auch in Deutschland, keine solche Anmerkung mehr, dennoch wird der Satz weiter verwendet.

### Geschichte der Schweizer Regelschutzfrist
Das Bundesgesetz betreffend das Urheberrecht an Werken der Literatur und Kunst von 1922, welches ein Gesetz von 1883 ablöste, sah eine Schutzfrist von 30 Jahren p. m. a. vor. Eine Revision dieses Gesetzes erhöhte 1955 die Schutzfrist auf 50 Jahre p. m. a., dies galt jedoch nicht rückwirkend. Werke, deren Schutzfrist von 30 Jahren p. m. a. bereits abgelaufen war, erhielten keinen neuen Schutz. Das am 1. Juli 1993 in Kraft getretene Bundesgesetz über das Urheberrecht und verwandte Schutzrechte (URG) erhöhte den Schutz auf 70 Jahre, um sich der Entwicklung im Ausland, insbesondere in der EG, anzupassen. Auch diese Anhebung der Schutzfrist gilt jedoch nicht für Werke, deren Schutzfrist zu diesem Zeitpunkt bereits abgelaufen war.
Siehe auch: Urheberrecht (Schweiz)#Schutzdauer

### Geschichte der österreichischen Regelschutzfrist
Die 50-jährige Schutzfrist wurde 1933 eingeführt, was auch für Deutschland den Anstoß gab dies ein Jahr später umzusetzen. Mit der Urheberrechtsgesetz-Novelle 1953 (UrhGNovelle 1953, BGBl. 106 (Art. III Abs. 1)) wurde die Schutzfrist für Werke, bei denen vor dem 1. Januar 1949 das geschützte Recht entstand und die am 14. Oktober 1953 noch geschützt waren (Inkrafttreten der Berner Übereinkunft in der Brüsseler Fassung von 1948 in Österreich), auf 57 Jahre verlängert. Mit der Urheberrechtsgesetz-Novelle 1972 (UrhG-Novelle 1972, BGBl. 492) wurde die Frist schließlich auf die heute gültigen 70 Jahre geändert, was auch für alle bis dahin noch nicht freien Werke galt.
Eine weitere Verlängerung erfährt die Schutzfrist nach der editio princeps bei unveröffentlichten Werken um 25 Jahre ab dem Zeitpunkt der Veröffentlichung, wenn jemand schon vorher die Rechte hatte.

## Frist für verwandte Schutzrechte
Zu unterscheiden vom Schutz für urheberrechtliche Werkschöpfungen sind die Regelungen für die sogenannten verwandten Schutzrechte. Für diese Rechte gelten besondere Schutzfristen, z. B. für Bild- und Tonaufnahmen von ausübenden Künstlern oder für Hersteller eines Tonträgers jeweils 70 Jahre ab Erscheinen (nach deutschem Recht: § 82 bzw. § 85 UrhG). Im Rahmen der Europäischen Gemeinschaft gab es Pläne der EG-Kommission, diese Frist von 50 auf 95 Jahre zu erhöhen. Die Verlängerung der Schutzfrist von 50 auf 70 Jahre wurde schließlich vom Rat der Europäischen Union am 12. September 2011 in einer Richtlinie beschlossen. Der Gesetzentwurf zur Umsetzung der Richtlinie in Deutschland wurde am 31. Januar 2013 in erster Lesung im Bundestag debattiert und am 24. April 2013 beschlossen. Die Änderung trat am 6. Juli 2013 in Kraft.